# Římskokatolická farnost Kalek
Římskokatolická farnost Kalek (lat. Kalchium) je zaniklá církevní správní jednotka sdružující římské katolíky v obci Kalek a okolí. Organizačně spadala do krušnohorského vikariátu, který je jedním z deseti vikariátů litoměřické diecéze.

## Historie farnosti
Matriky jsou v místě vedeny od roku 1671. Do roku 1702 byl Kalek filiálkou k Boleboři. Farnost byla kanonicky zřízena roku 1702.
Farnost existovala do 31. prosince 2012 jako součást jirkovského farního obvodu. Od 1. ledna 2013 zanikla sloučením do farnosti děkanství Jirkov.

### Duchovní správcové vedoucí farnost
Začátek působnosti jmenovaného v duchovní správě farnosti od:
- 1701   Albertus Stowasser
- 1721   Joannes Franc. Martin
- 1748   W. Kirschner
- 1750   Severinus Rida
- 1758   Josephus Loos
- 1768   Anton. Hauschild
- 1772   Franc. Hujer, † 22. 2. 1806
- 1802   Dism. Linhart OFM, † 13. 7. 1812
- 1813   Franc. Reichl, † 2. 5. 1819
- 1819   par. vacat, coop. Franc. Schott
- 1819   Franc. Günzl, † 5. 11. 1819
- 1820   August. Simon, n. 8. 1. 1786 Prag, o. 2. 9. 1809, † 9. 5. 1829
- 1829   Josef Vogler, n. 14. 2. 1785 Michanicens., o. 9. 8. 1811, † 2. 12. 1839
- 1840   Joann. Pittroff, n. 24. 6. 1805 Karlsbadensis, o. 20. 7. 1830
- 1844   par. vacat, admin. Mich. Schubert
- 1844   Anton. Fischer, n. 24. 6. 1807 Mikulovice, o. 28. 9. 1832, † 20. 6. 1876
- 1869   Franc. Sendner, n. 23. 6. 1835 Maschau, o. 1. 8. 1859, † 12. 1. 1901
- 1876   par. vacat, admin. int. Anton. Dlaske
- 1876   Josef Tiersch, n. 13. 1. 1837 Kralup., o. 27. 7. 1865, † 16. 3. 1891
- 1886   Franc. Svítek, n. 29. 6. 1851 Divic., o. 14. 7. 1877, † 14. 4. 1909
- 1898   Anton. Hölzl, n. 13. 6. 1870 Kabschowitz, o. 2. 7. 1893, † 25. 3. 1921
- 1922   Franc. Steiner, n. 22. 6. 1887 Sorghof, o. 14. 7. 1912, † 30. 10. 1971
- 1931   Guilelm. Beh, n. 27. 12. 1892 Leukersdorf, o. 29. 6. 1917, † 12. 8. 1943
- 1935   par. vacat, admin. interc. Franc. Köhler
- 1936   Rudolf  Werner, n. 17. 5. 1902 Sandau, o. 21. 9. 1924, † 12. 4. 1959
- 1. 12. 1946 Josef Zimmerhackel
- 1. 8. 1956  Emil Nešpor
- 1. 8.  1961  František Kolář
- 1. 8.  1964   Stanislav Rozkopal
- 1. 8.  1982   František Tomšík SDB
- 1. 12. 2003 – 31. 12. 2012 Miroslav Dvouletý, admin. exc.[3]

Kromě kněží stojících v čele farnosti, působili ve farnosti v průběhu její historie i jiní kněží. Většinou pracovali jako farní vikáři, kaplani, katecheté, výpomocní duchovní aj.

## Území farnosti
Do farnosti náleželo území obcí:
- Kalek (Kallich)[p 2] s místními částmi Jindřichova Ves (Heinrichsdorf)[p 2] a Načetín (Natschung)[p 2]; a se zaniklou osadou Gabrielina Huť (Gabrielahütten)[p 2]

## Římskokatolické sakrální stavby a místa kultu na území farnosti
| | Fotografie | Stavba             | Místo   | Bohoslužby                      | Zeměpisné souřadnice             | Status                                                                              | Číslo kulturní památky                      |
| Kostel | Kostel     | Kostel             | Kostel  | Kostel                          | Kostel                           | Kostel                                                                              | Kostel                                      |
| --- | ---------- | ------------------ | ------- | ------------------------------- | -------------------------------- | ----------------------------------------------------------------------------------- | ------------------------------------------- |
| 1. |            | Kostel sv. Václava | Kalek   | bližší informace o bohoslužbách | 50°34′34″ s. š., 13°19′35″ v. d. | do 31. prosince 2012 farní kostel, poté filiální kostel farnosti – děkanství Jirkov | 18064/5-534 (Pk•MIS•Sez•Obr•WD) (Q22704090) |
| Kaple |            |                    |         |                                 |                                  |                                                                                     |                                             |
| 2. |            | Kaple sv. Huberta  | Načetín |                                 |                                  | obecní kaple                                                                        | —                                           |
| 3. |            | Kaple sv. Anny     | Kalek   |                                 | 50°34′22″ s. š., 13°19′48″ v. d. | obecní kaple                                                                        | —                                           |
| Některé drobné sakrální stavby a pamětihodnosti lze dohledat zde v databázi Drobné sakrální památky Zaniklé sakrální stavby lze dohledat zde v databázi Poškozené a zničené kostely, kaple a synagogy v České republice |            |                    |         |                                 |                                  |                                                                                     |                                             |

Ve farnosti se mohou nacházet i další drobné sakrální stavby, místa římskokatolického kultu a pamětihodnosti, které neobsahuje tato tabulka.

## Galerie sakrálních pamětihodností ve farnosti

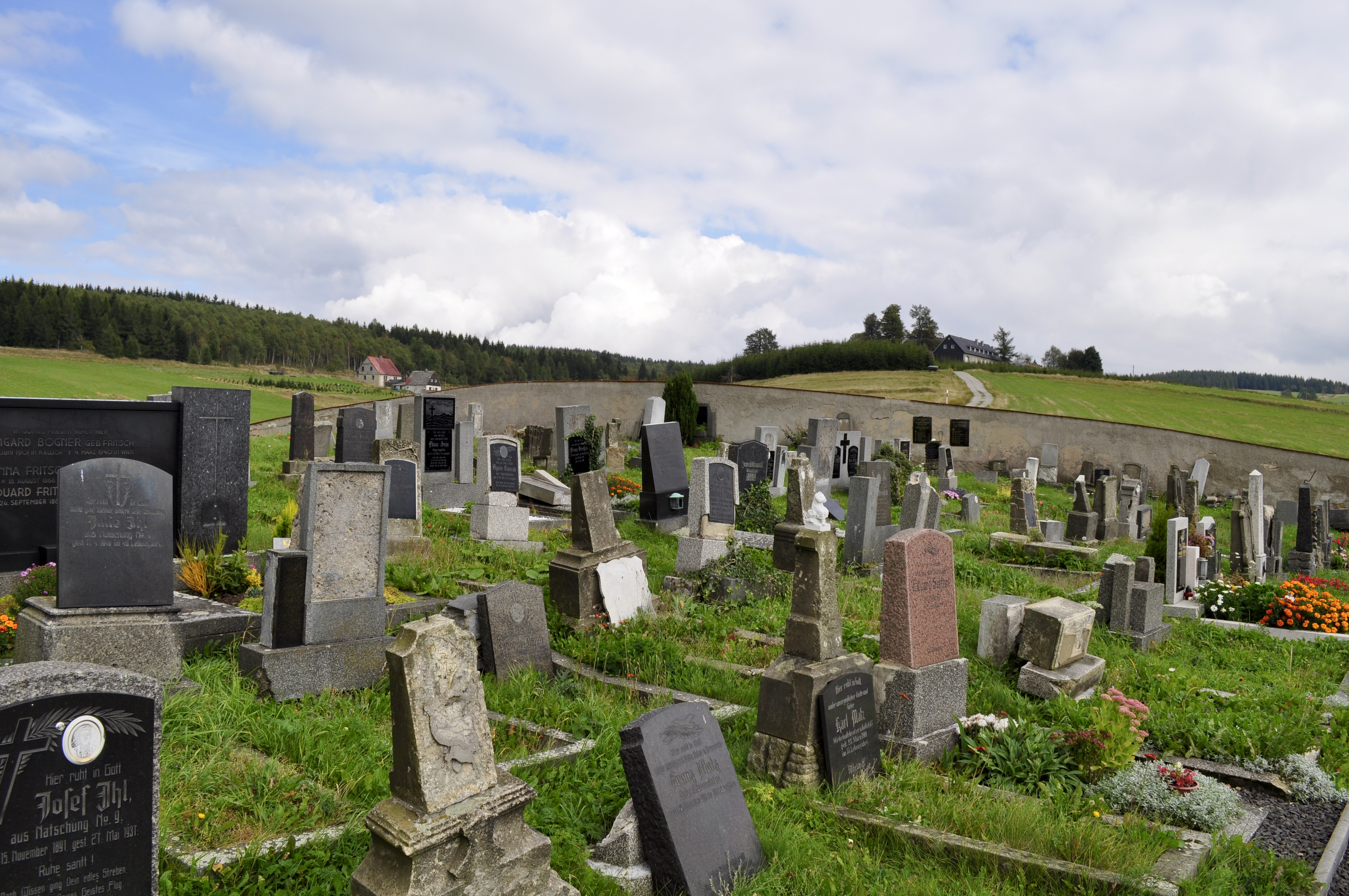
Hřbitov v obci Kalek
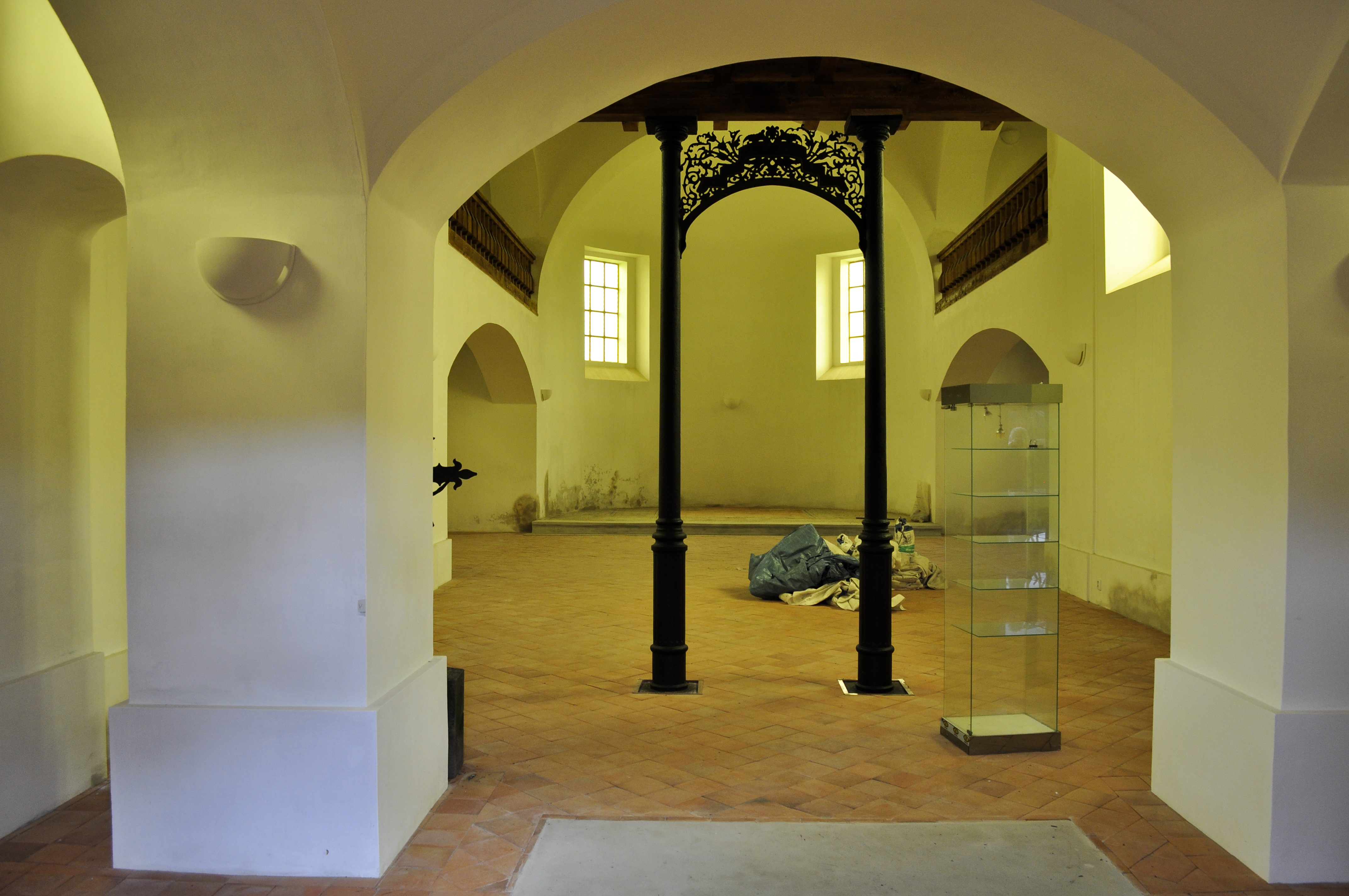
Interiér kostela sv. Václava v obci Kalek